# Monte Gardiner
Il Monte Gardiner (in lingua inglese: Mount Gardiner) è una montagna antartica, costituita da granito, a forma di dorsale e alta 2.480 m, situata 6 km a est del Monte Ruth, subito a sud della giunzione tra il Ghiacciaio Bartlett e il Ghiacciaio Scott, nei Monti della Regina Maud, in Antartide.   
Fu scoperto nel dicembre 1934 dal gruppo geologico guidato da Quin Blackburn, che faceva parte della seconda spedizione antartica dell'esploratore polare statunitense Byrd.
La denominazione è stata assegnata dallo stesso Byrd in onore di Joseph T. Gardiner, di Wellington, agente per la Nuova Zelanda sia per la prima (1928-30) che per la seconda (1933-35) spedizione antartica di Byrd.